# Adolf Butenandt

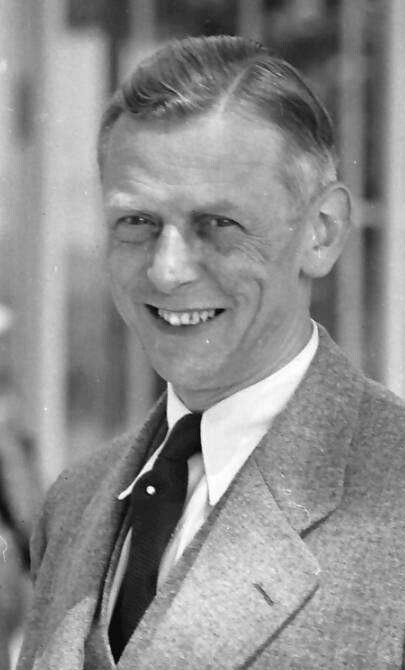
Adolf Butenandt (1951)

Adolf Friedrich Johann Butenandt (* 24. März 1903 in Lehe; † 18. Januar 1995 in München) war ein deutscher Biochemiker und Hochschullehrer. Von 1929 bis 1935 isolierte er Geschlechtshormone und ermittelte deren chemische Konstitution, 1939 erhielt er den Nobelpreis für Chemie in Anerkennung seiner Arbeiten auf dem Gebiet der Steroidhormone.

## Kindheit, Studium in Marburg

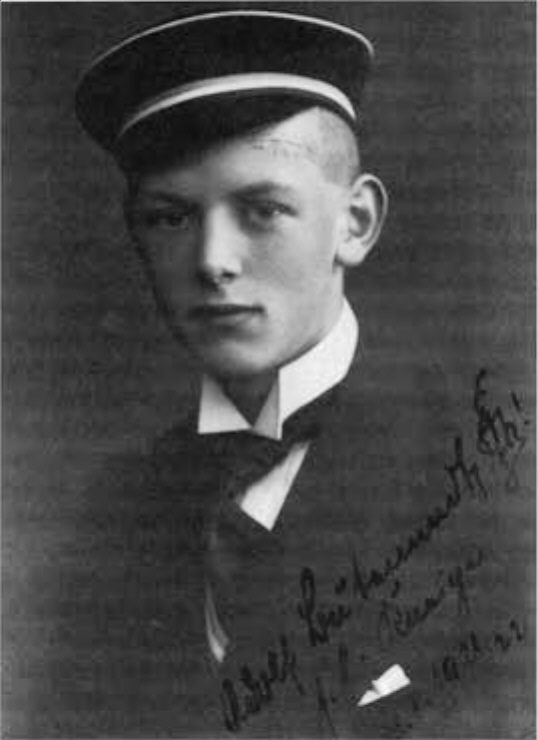
Adolf Butenandt, 1921 als Mitglied der Turnerschaft Philippina

Adolf (auch Adolph) Butenandt wuchs in Lehe (heute Stadtteil von Bremerhaven)  auf, wo er an der Leher Oberrealschule – der Lessingschule – 1921 das Abitur machte. Danach studierte er Chemie und Biologie an der Philipps-Universität Marburg, wo er auch Mitglied der Turnerschaft Philippina wurde. Auch im Jungdeutschen Orden war er Mitglied.

## Göttingen
1924 wechselte er an die Universität in Göttingen. 1927 promovierte Butenandt bei Adolf Windaus in Göttingen Über die chemische Konstitution des Rotenons, des physiologisch wirksamen Bestandteils der Derris elliptica. 1929 isolierte und bestimmte er die Struktur des weiblichen Sexualhormons Estrogen. Nach der Habilitation 1931 mit Untersuchungen über das weibliche Sexualhormon wurde er Leiter der organischen und biochemischen Abteilung des Allgemeinen Chemischen Universitätslaboratoriums Göttingen.

## Danzig
Im Jahr 1933 folgte er einem Ruf als ordentlicher Professor an die Technische Hochschule Danzig.  Ab 1933 arbeitete Butenandt mit Alfred Kühn bei der Erforschung von Genwirkstoffen zusammen. Wolfhard Weidel, Butenandts Doktorand (ab 1957 Direktor des Max-Planck-Instituts für Biologie in Tübingen), erforschte die Genwirkkette der Augenpigmentierung bei Mehlmotten. 1934 wurde Butenandt zum Mitglied der Leopoldina gewählt. 1935 absolvierte er einen Studienaufenthalt in den USA auf Einladung der Rockefeller-Stiftung und lehnte einen Ruf an die Harvard-Universität ab.

## Berlin
Nachdem er zum 1. Mai 1936 trotz Aufnahmesperre der NSDAP (Mitgliedsnummer 3.716.562) sowie der DAF und dem NS-Lehrerbund beigetreten war, ging er als Direktor des Kaiser-Wilhelm-Instituts für Biochemie nach Berlin-Dahlem. Von 1938 bis 1944 war er Honorarprofessor für Biochemie an der Universität Berlin. 1940 erforschte laut Klee der Mediziner und Lepraspezialist der Militärischen Abwehr Manfred Oberdörffer (gestorben 1941 bei einem Auftrag in Afghanistan) bei Butenandt hochgiftige Sapotoxine, wobei im Tierversuch erstmals „klinische Lepra“ erzeugt werden konnte.
1939 wurde ihm (gemeinsam mit Leopold Ružička) der Nobelpreis für Chemie zuerkannt. Weil Adolf Hitler nach der Verleihung des Friedensnobelpreises an Carl von Ossietzky Deutschen verboten hatte, den Nobelpreis anzunehmen, konnte Butenandt erst 1949 die Medaille und die Urkunde entgegennehmen.
Butenandts Rolle im „Dritten Reich“ ist umstritten. So soll er erwogen haben, die antibiotische Wirkung von Schimmelpilzen an menschlichen Lebern zu testen. Der Spiegel überschrieb im April 2006 eine Meldung über Butenandt jedoch mit den Worten Freispruch für Butenandt. Demnach stellte der Immunchemiker Norbert Hilschmann, dessen Arbeit sich auf alte Institutsdokumente und persönliche Briefe Butenandts stützt, fest, dass keiner dieser Vorwürfe zutrifft.
Robert N. Proctor, Gastwissenschaftler im Forschungsprogramm Geschichte der Kaiser-Wilhelm-Gesellschaft im Nationalsozialismus, wiederum stellt in seinem Aufsatz Adolf Butenandt – Nobelpreisträger, Nationalsozialist und MPG-Präsident fest:

„Nachzuweisen ist, daß Butenandt enger als bisher angenommen mit Wissenschaftlern zusammengearbeitet hat, die in derartige Forschungen involviert waren. Neue Quellen belegen, daß er an medizinisch-militärischen Forschungsprojekten, u. a. an der Luftwaffenversuchsstation in Rechlin, beteiligt war. Aus den Quellen geht hervor, daß Butenandt alle Institutsunterlagen vernichtete, die mit dem Vermerk Geheime Reichssache gekennzeichnet waren. Zwingend scheint die Schlußfolgerung, daß Butenandts Nachlaß, obwohl mit 80 Regalmetern der umfangreichste im Archiv der Max-Planck-Gesellschaft, kein vollständiges und ausgewogenes Bild von seinen Aktivitäten insbesondere in der Zeit des Nationalsozialismus vermitteln kann. Bisher konnte kein Hinweis auf eine antisemitische Haltung Butenandts gefunden werden; im Gegenteil, mehrfach ist belegt, daß er in den 1930er Jahren einzelnen Juden geholfen hat. Mehrfach zu belegen ist jedoch auch, daß Butenandt nach dem Kriege half, Kollegen vom Nazismusvorwurf reinzuwaschen. Butenandt hat dazu beigetragen, eine neue Konzeption von Wissenschaft populär zu machen, der zufolge Wissenschaft a priori mit politischer Unschuld gleichzusetzen sei. In diesem Sinne hat er dazu beigetragen, die Bemühungen der Nachkriegszeit zu vereiteln, die Mittäterschaft der Wissenschaft bei den Verbrechen der Hitler-Ära aufzuklären, strafrechtlich zu verfolgen und ‚Wiedergutmachung‘ zu leisten.“

Gesichert ist inzwischen, dass Butenandt ab 1939 als Fachkraft für Biochemie bei der Zeitschrift Der Biologe mitwirkte, die vom SS-Ahnenerbe übernommen worden war. 1942 war er korrespondierendes Mitglied der Deutschen Akademie der Luftfahrtforschung und arbeitete zusammen mit Theodor Benzinger und Erich Hippke an geheimen Luftwaffenforschungsprojekten. Im selben Jahr wurde er Senator der Kaiser-Wilhelm-Gesellschaft und arbeitete im Kaiser-Wilhelm-Institut für Anthropologie mit, wobei er auch über die Versuche an epileptischen Kindern durch seinen Assistenten Gerhard Ruhenstroth-Bauer informiert war. Seit 1944 gehörte Butenandt dem wissenschaftlichen Beirat des Generalkommissars für das Sanitäts- und Gesundheitswesen Karl Brandt an.

## Tübingen und München

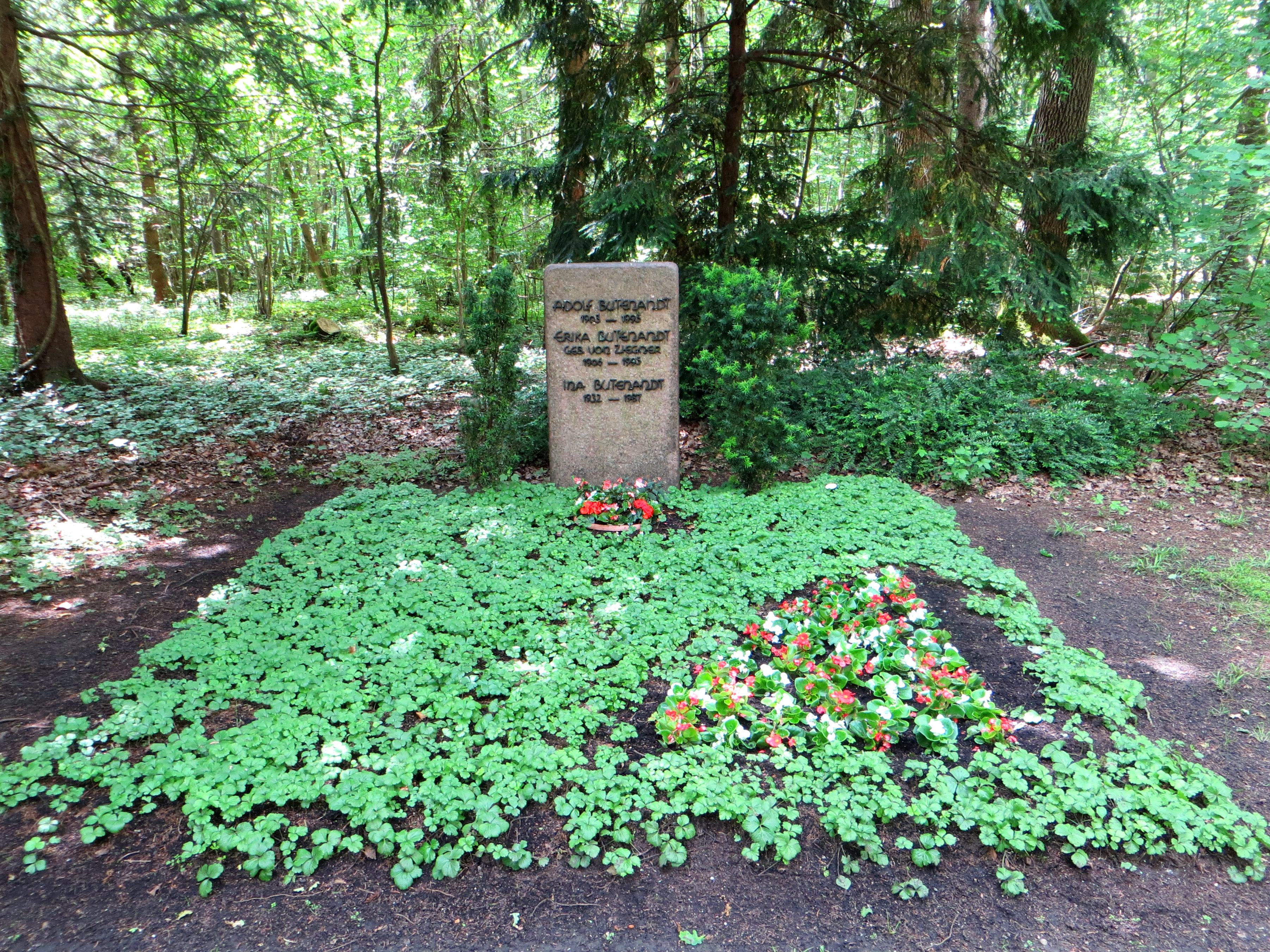
Das Grab von Adolf Butenandt und seiner Ehefrau Erika, geborene von Ziegner,
im Familiengrab auf dem Waldfriedhof (München)

Nach dem Zweiten Weltkrieg wurde das Kaiser-Wilhelm-Institut für Biochemie 1948 in Max-Planck-Institut für Biochemie umbenannt und zunächst nach Tübingen, 1956 schließlich an die Ludwig-Maximilians-Universität München verlegt. 1949 hatte er in der Münchener Medizinischen Wochenschrift über damals neuere biochemische Untersuchungen zur Ätiologie bösartiger Tumoren berichtet. Als Nachfolger des Nobelpreisträgers Otto Hahn war Butenandt 1960 bis 1972 Präsident der Max-Planck-Gesellschaft. 1951 und 1952 war er Vorsitzender der Gesellschaft Deutscher Naturforscher und Ärzte.

## Familie
Butenandt heiratete am 28. Februar 1931 in Göttingen Erika von Ziegner (1906–1995), die Tochter des Obersten Siegfried von Ziegner (31. August 1866 – 26. Juni 1935) und Marie Luise Eschenburg (22. Oktober 1878 – 26. Dezember 1954). Er hatte sieben Kinder, darunter der Kinderarzt Otfried Butenandt.

## Werk

### Sexualhormone

Struktur von Estron

Im Jahr 1929 isolierte Adolf Butenandt mit dem Follikelhormon Estron (auch Oestron) eines der weiblichen Sexualhormone. Zwei Jahre später isolierte er Androsteron, ein männliches Geschlechtshormon, in kristalliner Form. Im Jahr 1934 entdeckte er das weibliche Hormon Progesteron. Durch seine Forschung wurde gezeigt, dass die Keimdrüsenhormone (Geschlechtshormone) eng mit den Steroiden verwandt sind. Seine Untersuchungen auf dem Gebiet der Sexualhormone, deren chemische Konstitutionsformeln er bekanntgab, ermöglichte die Synthese von Cortison sowie anderer Steroide, die schließlich zur Entwicklung von Verhütungsmitteln führte.

### Insektenpheromone

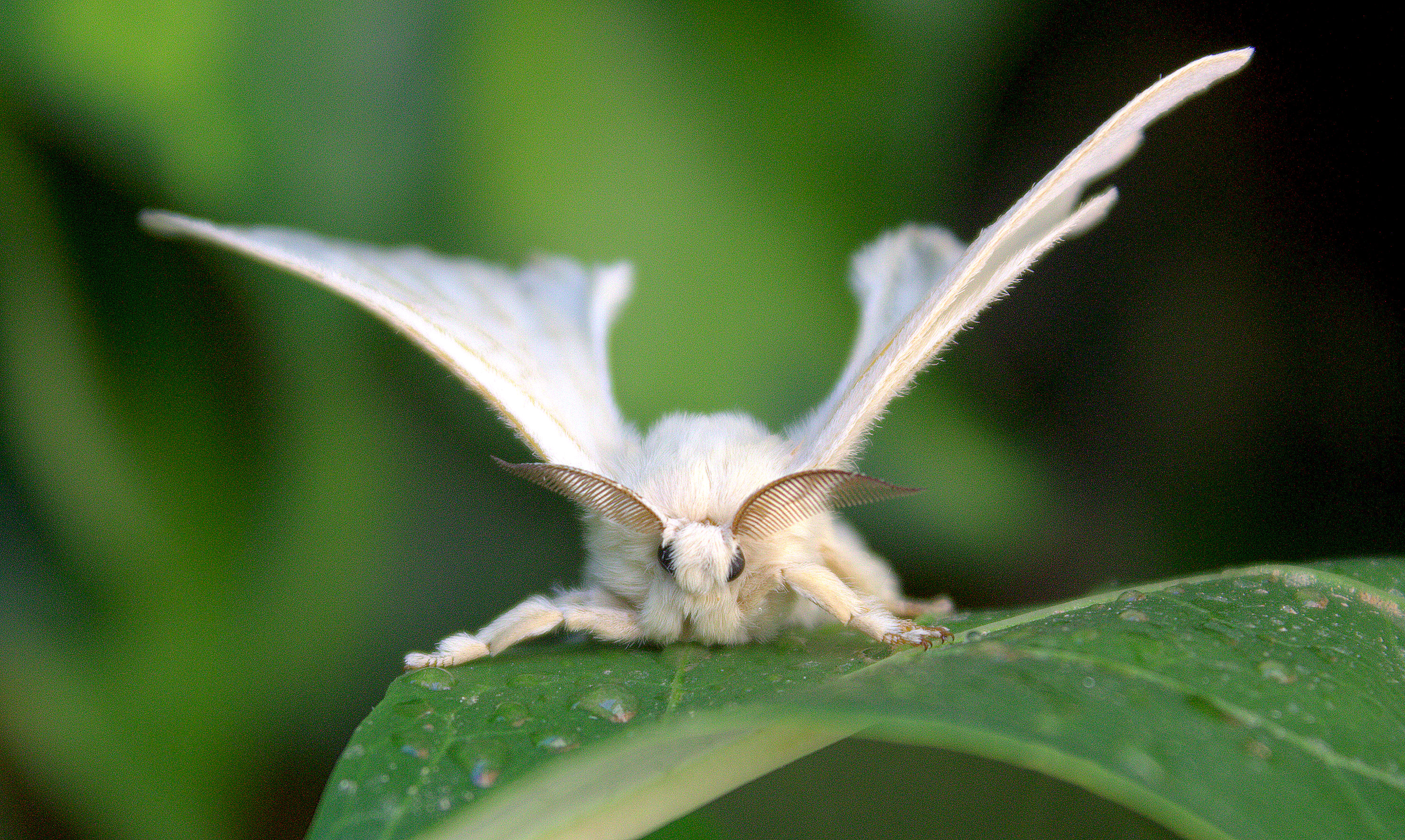
500.000 Duftdrüsen des weiblichen Seidenspinners (Bombyx mori) wurden benötigt, um die Molekülstruktur des Bombykols aufzuklären.

Adolf Butenandt begann in den 1940er Jahren ein Projekt zur Identifizierung von Insektenpheromonen. Nach fast 20-jähriger Arbeit gelang die endgültige Extraktion und Reinigung eines Stoffes aus mehr als 500.000 Seidenspinnern, den er Bombykol nannte. Er synthetisierte die vier möglichen Stereoisomere und testete sie auf ihre biologische Aktivität. Da nur ein Isomer dieselbe Aktivität wie das Extrakt zeigte, erbrachte er damit den Nachweis, dass die Kommunikation unter Insekten auf stofflicher Basis erfolgt.

## Auszeichnungen und Ehrungen
- 1936: Rinecker-Medaille[16]
- 1938: Mitglied der Akademie der Wissenschaften zu Göttingen[17]
- 1939: Nobelpreis für Chemie (gemeinsam mit Leopold Ruzicka) für die Identifizierung der Sexualhormone Östrogen, Progesteron und Androsteron
- 1942: Kriegsverdienstkreuz[11]
- 1943: Carus-Medaille der Leopoldina
- 1953: Paul-Ehrlich-und-Ludwig-Darmstaedter-Preis
- 1959: Großes Bundesverdienstkreuz mit Stern (1959) und Schulterband (1964)
- 1960: Ehrenbürger der Stadt Bremerhaven
- 1960: Ehrenmitglied der Leopoldina
- 1961: Wilhelm-Normann Medaille der Deutschen Gesellschaft für Fettwissenschaft
- 1962: Bayerischer Verdienstorden
- 1962: Ritter des Ordens Pour le Mérite Friedensklasse
- 1964: Österreichisches Ehrenzeichen für Wissenschaft und Kunst
- 1967: Kultureller Ehrenpreis der Landeshauptstadt München
- 1969: Kommandeur der französischen Ehrenlegion
- 1972: Ordre des Palmes Académiques
- 1973: Harnack-Medaille der Max-Planck-Gesellschaft, 1983 Harnack-Medaille in Gold
- 1974: Wahl zum Mitglied der Académie des sciences[18]
- 1978: Verdienst-Medaille der Leopoldina
- 1981: Bayerischer Maximiliansorden für Wissenschaft und Kunst
- 1985: Großkreuz des Verdienstordens der Bundesrepublik Deutschland
- 1985: Ehrenbürger der Stadt München
- 1951–1992: 31 Teilnahmen an den Lindauer Nobelpreisträgertagungen (Rekord)
- 1994: Großes Goldenes Ehrenzeichen für Verdienste um die Republik Österreich[19]
- Ehrenpräsident der Max-Planck-Gesellschaft
- Ehrendoktor der Medizin (Dr. med. h. c.)
- Ehrendoktor der Tiermedizin (Dr. med. vet. h. c.)
- Ehrendoktor der Naturwissenschaften (Dr. rer. nat. h. c.)
- Ehrendoktor der Philosophie (Dr. phil. h. c.)
- Ehrendoktor der Allgemeinen Wissenschaften (Dr. Sc. h. c.)
- Ehrendoktor der Ingenieurwissenschaften (Dr.-Ing. E. h.)

Butenandts Mutter stammte aus Beverstedt im Landkreis Cuxhaven, wo bis heute eine Straße nach ihm benannt ist. Auch die  Oberschule des Ortes trägt seinen Namen, obwohl im Juli 1998 die Gesamtkonferenz der Schule im Wissen um Butenandts Verstrickungen in nationalsozialistische Medizinverbrechen beschloss, den Schulnamen zu ändern. Die Koalition aus CDU und SPD im Gemeinderat ignoriert seither den Willen von Lehrerschaft, Eltern und Schülern. Der Landkreis Cuxhaven entschied, den Fall nicht zu behandeln.
2013 „entführten“ Studierende der Humboldt-Universität zu Berlin sein Porträt aus der Galerie der HU-Nobelpreisträger wegen seiner umstrittenen NS-Vergangenheit. Zunächst sah die HU die Entfernung des Bildes als „Diebstahl“, doch dann blieb an seiner Stelle nur noch ein leerer Rahmen hängen.